# Энтропия Реньи
В теории информации энтропия Реньи — обобщение энтропии Шеннона — является семейством функционалов, используемых в качестве меры количественного разнообразия, неопределённости или случайности некоторой системы. Названа в честь Альфреда Реньи.
Если некоторая система имеет дискретное множество доступных состояний {\displaystyle X=\{x_{1},...,x_{n}\}}, которому соответствует распределение вероятностей  {\displaystyle p_{i}} для {\displaystyle i=1,...,n} (то есть {\displaystyle p_{i}} — вероятности пребывания системы в состояниях {\displaystyle x_{i}}), тогда энтропия Реньи с параметром {\displaystyle \alpha } (при {\displaystyle \alpha \geq 0} и {\displaystyle \alpha \neq 1}) системы определяется как
{\displaystyle H_{\alpha }(X)={\frac {1}{1-\alpha }}\log \sum _{i=1}^{n}p_{i}^{\alpha }={\frac {1}{1-\alpha }}\log {\Big \langle }p^{\alpha -1}{\Big \rangle }},
где угловыми скобками обозначено математическое ожидание по распределению {\displaystyle p_{i}} ({\displaystyle p} — вероятность пребывания системы в некотором состоянии как случайная величина), логарифм берётся по основанию 2 (для счёта в битах) либо по другому удобному основанию (оно должно быть больше 1). Основание логарифма определяет единицу измерения энтропии. Так, в математической статистике обычно используется натуральный логарифм.
Если все вероятности {\displaystyle p_{i}=1/n}, тогда при любом {\displaystyle \alpha } энтропия Реньи {\displaystyle H_{\alpha }(X)=\log n}. В остальных случаях энтропия Реньи убывает как функция {\displaystyle \alpha }. Притом более высокие значения {\displaystyle \alpha } (уходящие в бесконечность) дают энтропии Реньи значения, которые в большей степени определены лишь самыми высокими вероятностями событий (то есть вклад в энтропию маловероятных состояний уменьшается). Промежуточный случай {\displaystyle \alpha =1} в пределе даёт энтропию Шеннона, которая обладает особыми свойствами. Более низкие значения {\displaystyle \alpha } (стремящиеся к нулю), дают значение энтропии Реньи, которое взвешивает возможные события более равномерно, менее зависимо от их вероятностей. А при {\displaystyle \alpha =0} получаем максимально возможную {\displaystyle \alpha }-энтропию, равную {\displaystyle \log n} независимо от распределения (лишь бы {\displaystyle p_{i}\neq 0}).
Смысл параметра {\displaystyle \alpha } можно описать, говоря неформальным языком, как восприимчивость функционала к отклонению состояния системы от равновесного: чем больше {\displaystyle \alpha }, тем быстрее уменьшается энтропия при отклонении системы от равновесного состояния. Смысл ограничения {\displaystyle \alpha \geq 0} заключается в том, чтобы обеспечивалось увеличение энтропии при приближении системы к равновесному (более вероятному) состоянию. Это требование является естественным для понятия энтропия. Следует заметить, что для энтропии Цаллиса, которая эквивалентна энтропии Реньи с точностью до не зависящего от {\displaystyle X} монотонного преобразования, соответствующее ограничение часто опускают, при этом для отрицательных значений параметра вместо максимизации энтропии используют её минимизацию. Между тем существует корректное с точки зрения поведения функционала обобщение энтропий Реньи и Цаллиса на случай произвольного действительного значения параметра.
Энтропия Реньи играет важную роль в экологии и статистике, определяя так называемые индексы разнообразия. Энтропия Реньи также важна в квантовой информации, она может быть использована в качестве  меры   сложности. В цепочке Гейзенберга {\displaystyle XY} энтропия Реньи была рассчитана в терминах модулярных функций, зависящих от {\displaystyle \alpha }. Они также приводят к спектру показателей фрактальной размерности.

## Hαдля некоторых конкретных значенийα

### Некоторые частные случаи
- При {\displaystyle \alpha =0} энтропия Реньи не зависит от вероятностей состояний (вырожденный случай) и равна логарифму числа состояний (логарифму мощности множества {\displaystyle X}):

{\displaystyle H_{0}(X)=\log n=\log |X|}.
Данную энтропию иногда называют энтропией Хартли. Она используется, например, в формулировке принципа Больцмана.
- В пределе при {\displaystyle \alpha \to 1}, можно показать, используя правило Лопиталя, что {\displaystyle H_{\alpha }} сходится к энтропии Шеннона. Таким образом, семейство энтропий Реньи может быть доопределено функционалом

{\displaystyle H_{1}(X){\stackrel {\mathrm {df} }{\;=\;}}\lim _{\alpha \to 1}H_{\alpha }(X)=H(X)=-\sum _{i=1}^{n}p_{i}\log p_{i}}.
- Квадратичная энтропия, иногда называемая энтропией столкновений, — это энтропия Реньи с параметром {\displaystyle \alpha =2}:

{\displaystyle H_{2}(X)=-\log \sum _{i=1}^{n}p_{i}^{2}=-\log \operatorname {Prob} \{x=y\}},
где {\displaystyle x} и {\displaystyle y} — независимые случайные величины, одинаково распределённые на множестве {\displaystyle X} с вероятностями {\displaystyle p_{i}} ({\displaystyle i=1,...,n}). Квадратичная энтропия используется в физике, обработке сигналов, экономике.
- Существует предел

{\displaystyle H_{\infty }(X){\stackrel {\mathrm {df} }{\;=\;}}\lim _{\alpha \to \infty }H_{\alpha }(X)=-\log \sup _{i}p_{i}},
который называется min-энтропией, потому что это наименьшее значение {\displaystyle H_{\alpha }}. Данная энтропия также является вырожденным случаем, поскольку её значение определяется только наиболее вероятным состоянием.

### Неравенства для различных значенийα
Два последних случая связаны соотношением {\displaystyle H_{\infty }<H_{2}<2H_{\infty }}.  С другой стороны, энтропия Шеннона {\displaystyle H_{1}(X)} может быть сколь угодно высокой для распределения X с фиксированной min-энтропией.
{\displaystyle H_{2}<2H_{\infty }} потому что {\displaystyle \log \sum \limits _{i=1}^{n}{p_{i}^{2}}\geq \log \sup _{i}p_{i}^{2}=2\log \sup _{i}p_{i}}.
{\displaystyle H_{\infty }<H_{2}}, потому что {\displaystyle \log \sum \limits _{i=1}^{n}{p_{i}^{2}}<\log \sup _{i}p_{i}\left({\sum \limits _{i=1}^{n}{p_{i}}}\right)=\log \sup _{i}p_{i}}.
{\displaystyle H_{1}\geq H_{2}} в соответствии с неравенством Йенсена {\displaystyle \sum \limits _{i=1}^{n}{p_{i}\log p_{i}}\leq \log \sum \limits _{i=1}^{n}{p_{i}^{2}}}.

## Расхождения (дивергенции) Реньи
Кроме семейства энтропий, Реньи также определил спектр мер расхождений (дивергенций), обобщающих расхождение Кульбака—Лейблера. Формулы данного раздела записаны в общем виде — через логарифм по произвольному основанию. Поэтому нужно понимать, что каждая приведённая формула представляет собой семейство эквивалентных функционалов, определённых с точностью до постоянного (положительного) множителя.
Расхождение Реньи с параметром {\displaystyle \alpha }, где {\displaystyle \alpha >0} и {\displaystyle \alpha \neq 1}, распределения {\displaystyle Q} относительно распределения {\displaystyle P} (или «расстояние от {\displaystyle P} до {\displaystyle Q}») определяется как
{\displaystyle D_{\alpha }(P\|Q)={\frac {1}{\alpha -1}}\log \sum _{i=1}^{n}p_{i}^{\alpha }q_{i}^{1-\alpha }={\frac {1}{\alpha -1}}\log {\Big \langle }(p/q)^{\alpha -1}::P{\Big \rangle }}
или (формально, без учёта нормировки вероятностей)
{\displaystyle D_{\alpha }(P\|Q)=-H_{\alpha }{\Bigg (}{\frac {p}{q^{1-1/\alpha }}}{\Bigg )}},
{\displaystyle H_{\alpha }(P)=-\left.D_{\alpha }(P\|Q)\right|_{q=1}}.
Как расхождение Кульбака—Лейблера, расхождение Реньи является неотрицательным для {\displaystyle \alpha >0}.

### Некоторые частные случаи
- При {\displaystyle \alpha =0} дивергенция Реньи не определена, однако семейство дивергенций можно доопределить элементом

{\displaystyle D_{0}(P\|Q){\stackrel {\mathrm {df} }{\;=\;}}\lim _{\alpha \to 0}D_{\alpha }(P\|Q)=-\log \sum _{i=1}^{n}q_{i}\operatorname {sgn} p_{i}} : минус логарифм от суммы вероятностей {\displaystyle q}, таких что соответствующие {\displaystyle p>0}.
- {\displaystyle D_{1/2}(P\|Q)=-2\log \sum _{i=1}^{n}{\sqrt {p_{i}q_{i}}}} : расстояние Бхаттачария (минус логарифм от коэффициента Бхаттачария[англ.], несущественный множитель {\displaystyle 2} игнорируем). Данное расхождение с точностью до монотонного преобразования эквивалентно расстоянию Хеллингера и сферическому расстоянию Бхаттачария—Рао, однако в отличие от них не удовлетворяет неравенству треугольника, а потому не является метрикой в пространстве распределений.
- {\displaystyle D_{1}(P\|Q){\stackrel {\mathrm {df} }{\;=\;}}\lim _{\alpha \to 1}D_{\alpha }(P\|Q)=D_{KL}(P\|Q)=\sum _{i=1}^{n}p_{i}\log {\frac {p_{i}}{q_{i}}}={\Big \langle }\log {\frac {p}{q}}::P{\Big \rangle }} : расхождение Кульбака—Лейблера (равно математическому ожиданию по распределению {\displaystyle P} логарифма отношения вероятностей {\displaystyle p/q}).
- {\displaystyle D_{2}(P\|Q)=\log \sum _{i=1}^{n}{\frac {p_{i}^{2}}{q_{i}}}=\log {\Big \langle }{\frac {p}{q}}::P{\Big \rangle }} : логарифм от математического ожидания по распределению {\displaystyle P} отношения вероятностей {\displaystyle p/q}. Данное расхождение с точностью до монотонного преобразования эквивалентно расстоянию хи-квадрат Пирсона {\displaystyle D_{\chi ^{2}}(P\|Q)=\sum _{i=1}^{n}{\frac {(p_{i}-q_{i})^{2}}{q_{i}}}}.
- {\displaystyle D_{\infty }(P\|Q){\stackrel {\mathrm {df} }{\;=\;}}\lim _{\alpha \to \infty }D_{\alpha }(P\|Q)=\log \sup _{i}{\frac {p_{i}}{q_{i}}}} : логарифм от максимального отношения вероятностей {\displaystyle p/q}.

## Финансовая (игровая) интерпретация
Рассмотрим игру (лотерею) по угадыванию некой случайной величины. 
Официальные выигрышные ставки известны и опубликованы в виде распределения вероятностей {\displaystyle m}. 
Между тем истинное распределение вероятностей может не совпадать с {\displaystyle m}.
Знание истинного распределения позволяет игроку заработать.
Ожидаемый рост капитала экспоненциальный.
Считая верным распределение {\displaystyle b}, игрок может подсчитать (свое) математическое ожидание экспоненциальной скорости роста капитала (за раунд игры) [Soklakov2020]:
ОжидаемыйРост {\displaystyle ={\frac {1}{R}}\,D_{1}(b\|m)+{\frac {R-1}{R}}\,D_{1/R}(b\|m)\,,}
где {\displaystyle R} обозначает относительную меру неприятия риска по Эрроу-Пратту.
Обозначив {\displaystyle p} истинное распределение (не обязательно совпадающее с мнением игрока {\displaystyle b}) реально полученный
рост можно подсчитать в пределе многократной игры [Soklakov2020]:
ФактическийРост {\displaystyle ={\frac {1}{R}}\,{\Big (}D_{1}(p\|m)-D_{1}(p\|b){\Big )}+{\frac {R-1}{R}}\,D_{1/R}(b\|m)\,.}

## Почему случай α = 1 особенный
Значение {\displaystyle \alpha =1}, которое соответствует энтропии Шеннона и расхождению Кульбака—Лейблера, является особенным, потому что только в этом случае можно выделить переменные A и X из совместного распределения вероятностей, такие что справедливо
{\displaystyle H(A,X)=H(A)+\mathbb {E} _{p(a)}\{H(X|a)\}}
для энтропии, и
{\displaystyle D_{\mathrm {KL} }(p(x|a)p(a)||m(x,a))=\mathbb {E} _{p(a)}\{D_{\mathrm {KL} }(p(x|a)||m(x|a))\}+D_{\mathrm {KL} }(p(a)||m(a))} —
для дивергенции.
Последнее означает, что если мы будем искать распределение {\displaystyle p(x,a)}, которое сводит к минимуму расхождения некоторых основополагающих мер {\displaystyle m(x,a)}, и получим новую информацию, которая влияет только на распределение {\displaystyle a}, то распределение {\displaystyle p(x|a)} не будет зависеть от изменений {\displaystyle m(x|a)}.
В общем случае расхождения Реньи с произвольными значениями {\displaystyle \alpha } удовлетворяют условиям неотрицательности, непрерывности и инвариантности относительно преобразования координат случайных величин. Важным свойством любых энтропии и дивергенции Реньи является аддитивность: когда  {\displaystyle A} и {\displaystyle X} независимы, из {\displaystyle p(A,X)=p(A)p(X)} следует
{\displaystyle H_{\alpha }(A,X)=H_{\alpha }(A)+H_{\alpha }(X)}
и
{\displaystyle D_{\alpha }(P(A)P(X)\|Q(A)Q(X))=D_{\alpha }(P(A)\|Q(A))+D_{\alpha }(P(X)\|Q(X))}.
Наиболее сильные свойства случая {\displaystyle \alpha =1}, которые предполагают определение условной информации и взаимной информации из теории связи, могут быть очень важны в других приложениях или совершенно неважны, в зависимости от требований этих приложений.

## Перекрёстная энтропия Реньи
Перекрёстная энтропия {\displaystyle H_{\alpha }(P,Q)} от двух распределений с вероятностями {\displaystyle p_{i}} и {\displaystyle q_{i}} ({\displaystyle i=1,...,n}) в общем случае может определяться по-разному (в зависимости от применения), но должна удовлетворять условию {\displaystyle H_{\alpha }(P,P)=H_{\alpha }(P)}. Один из вариантов определения (аналогичным свойством обладает перекрёстная энтропия Шеннона):
{\displaystyle H_{\alpha }(P,Q)=H_{\alpha }(P)+D_{\alpha }(P,Q)}.
Другое определение, предложенное А. Реньи, может быть получено из следующих соображений. Определим эффективное количество состояний системы как среднее геометрическое взвешенное от величин {\displaystyle 1/q_{i}} с весами {\displaystyle p_{i}}:
{\displaystyle {\overline {n}}=\prod _{i=1}^{n}(1/q_{i})^{p_{i}}}.
Отсюда следует выражение для перекрёстной энтропии Шеннона
{\displaystyle H(P,Q)=\log {\overline {n}}=-\sum _{i=1}^{n}p_{i}\log q_{i}}.
Рассуждая аналогичным образом, определим эффективное количество состояний системы как среднее степенное взвешенное от величин {\displaystyle 1/q_{i}} с весами {\displaystyle p_{i}} и параметром {\displaystyle 1-\alpha }:
{\displaystyle {\overline {n}}=\left(\sum _{i=1}^{n}p_{i}(1/q_{i})^{1-\alpha }\right)^{\frac {1}{1-\alpha }}=\left(\sum _{i=1}^{n}p_{i}q_{i}^{\alpha -1}\right)^{\frac {1}{1-\alpha }}}.
Таким образом, перекрёстная энтропия Реньи имеет вид
{\displaystyle H_{\alpha }(P,Q)=\log {\overline {n}}={\frac {1}{1-\alpha }}\log \sum _{i=1}^{n}p_{i}q_{i}^{\alpha -1}={\frac {1}{1-\alpha }}\log {\Big \langle }q^{\alpha -1}::P{\Big \rangle }}.
- Нетрудно видеть, что в случае, если распределения вероятностей {\displaystyle p} и {\displaystyle q} совпадают, перекрёстная энтропия Реньи совпадает с энтропией Реньи.
- Также при {\displaystyle \alpha \to 1} перекрёстная энтропия Реньи сходится к перекрёстной энтропии Шеннона.
- Свойство {\displaystyle H(P,Q)=H(P)+D_{KL}(P\|Q)\geq H(P)}, справедливое для перекрёстной энтропии Шеннона, в общем случае не имеет места. Перекрёстная энтропия Реньи может быть как больше, так и меньше энтропии Реньи.

## Непрерывный случай
Для формального обобщения энтропии Шеннона на случай непрерывного распределения служит понятие дифференциальная энтропия. Совершенно аналогично определяется дифференциальная энтропия Реньи:
{\displaystyle H_{\alpha }(f)={\frac {1}{1-\alpha }}\log \int \limits _{X}^{}{f^{\alpha }(x)}dx}.
Расхождение (дивергенция) Реньи в непрерывном случае также является обобщением расхождения Кульбака—Лейблера и имеет вид
{\displaystyle D_{\alpha }(g,f)={\frac {1}{\alpha -1}}\log \int \limits _{X}^{}{g^{\alpha }(x)f^{1-\alpha }(x)}dx}.
Определение перекрёстной энтропии, предложенное А. Реньи, в непрерывном случае имеет вид
{\displaystyle H_{\alpha }(g,f)={\frac {1}{1-\alpha }}\log \int \limits _{X}^{}{g(x)f^{\alpha -1}(x)}dx}.
В приведённых формулах {\displaystyle f(x)} и {\displaystyle g(x)} — некоторые функции плотности распределения вероятностей, определённые на интервале {\displaystyle X\subseteq R}, и полагается {\displaystyle \alpha >0}, {\displaystyle \alpha \neq 1}. При {\displaystyle \alpha =1} рассмотренные функционалы непрерывно доопределяются соответственно энтропией Шеннона {\displaystyle H(f)}, дивергенцией Кульбака—Лейблера {\displaystyle D(g,f)} и перекрёстной энтропией Шеннона {\displaystyle H(g,f)}.

### Обобщение на случай произвольного параметра
Для произвольного {\displaystyle \alpha \subseteq R}, {\displaystyle \alpha \neq 0}, {\displaystyle \alpha \neq 1}, энтропия и дивергенция Реньи определяются следующим образом:
{\displaystyle H_{\alpha }(f)={\frac {1}{\alpha (1-\alpha )}}\log \int \limits _{X}^{}{f^{\alpha }(x)}dx},
{\displaystyle D_{\alpha }(g,f)={\frac {1}{\alpha (\alpha -1)}}\log \int \limits _{X}^{}{g^{\alpha }(x)f^{1-\alpha }(x)}dx}.
При {\displaystyle \alpha =1} рассмотренные функционалы непрерывно доопределяются соответственно энтропией Шеннона {\displaystyle H(f)} и дивергенцией Кульбака—Лейблера {\displaystyle D(g,f)}.
При {\displaystyle \alpha =0} дивергенция непрерывно доопределяется обратной дивергенцией Кульбака—Лейблера {\displaystyle D(f,g)}, а энтропия с точностью до несущественного слагаемого и несущественного сомножителя эквивалентна энтропии Берга {\displaystyle \int \limits _{X}^{}{\log f(x)}dx}. Действительно, если функционал {\displaystyle H_{\alpha }(f)} уменьшить на постоянную величину {\displaystyle {\frac {1}{\alpha (1-\alpha )}}\log \int \limits _{X}^{}{}dx} и раскрыть неопределённость при {\displaystyle \alpha \to 0} по правилу Лопиталя, в пределе получим выражение для энтропии Берга, делённое на {\displaystyle \int \limits _{X}^{}{}dx}. Однако следует заметить, что энтропия Берга, как и вообще энтропия Реньи при {\displaystyle \alpha \leq 0}, не существует для распределений, заданных на неограниченном промежутке {\displaystyle X}. Для дискретных аналогов приведённых здесь формул подобного ограничения нет.